# Dorika umbrifascia
Dorika umbrifascia är en fjärilsart som beskrevs av George Francis Hampson 1913. Dorika umbrifascia ingår i släktet Dorika och familjen nattflyn. Inga underarter finns listade i Catalogue of Life.